# Norsup
Norsup ist ein Dorf in der Provinz Malampa auf der Insel Malakula in Vanuatu.
Es liegt in der Nähe der Hauptstadt der Provinz Malampa, Lakatoro.

## Demografie
Laut der Volkszählung von 2009 hat die Insel 88 Einwohner.

## Infrastruktur
Das Dorf und seine Umgebung werden vom Flugplatz Norsup angeflogen, einem der drei Flugplätze der Insel. Weitere Flugplätze sind Flugplatz Lamap und Flugplatz South West Bay.